# Ruth Gay
Pour les articles homonymes, voir Gay.
Ruth Gay née Slotkin (née le 19 octobre 1922 à New York et morte le 9 mai 2006, dans le Bronx, à New York) est une écrivaine juive américaine, lauréate du National Jewish Book Award for non-fiction en 1997 pour son ouvrage Unfinished People: Eastern European Jews Encounter America (1996).

## Biographie
Ruth Slotkin,, est née le 19 octobre 1922 à New York. Ses parents sont Harry et  Mary (Pfeffer) Slotkin. Elle grandit dans le Bronx, puis sa famille s'installe dans le quartier de Queens.

### Études
Ruth Slotkin obtient une licence du Queens College puis une maîtrise en bibliothéconomie de l'Université Columbia en 1969.

### Éditrice
De 1948 à 1950, Ruth Slotkin est l'éditrice du JDC Review de l'American Jewish Joint Distribution Committee.

### Famille
Ruth Slotkin épouse en 1942, le sociologue Nathan Glazer. Le mariage dure 15 ans. Ils ont 3 filles. Ils divorcent en 1957.
Elle se remarie en 1959 avec l'historien Peter Gay.

### Mort
Ruth Gay meurt le 9 mai 2006, dans le Bronx, à New York, d'une leucémie.

## Honneurs
Ruth Gray reçoit le National Jewish Book Award for nonfiction en 1997, pour son ouvrage 'Unfinished People: Eastern European Jews Encounter America.

## Œuvres
- (en) Safe among the Germans liberated Jews after World War II, Yale University Press, 2002
- (en) Unfinished People: Eastern European Jews Encounter America, W. W. Norton & Company, 1997
- (en) The Jews of Germany: A Historical Portrait,  Yale University Press, 1992